# Пагба-лама
Пагба-лама (1235– 15 грудня 1280) — 1-й теократичний володар Тибету в 1260—1280 роках.

## Життєпис

### Молоді роки
Походив з аристократичного роду Чжамьянгон з клану Кхен. Син Санци Сонама Г'єлцена, настоятеля-правителя монастиря Сак'я в області Цанг, і Кюнги Куї. Народився в області Нгарі (Західний Тибет) у 1235 році. Отримав ім'я П'акпа лотро-дж'алцен (у монголів — Пагба Лодойджалцан). Замолоду долучився до вивчення канонів буддизму. Згідно «Юаньші» у віці 7 років він знав на пам'ять кілька сот тисяч слів священних книг.
У 1244 році разом зі стрийком Сак'я-пандіта рушив до двору Годан-хана в Ланьчжоу. По дорозі вони зупинилися в Лхасі, де в монастирі перед статуєю Джові прийняв початкові чернечі обітниці. До місця вони прибули в 1245 році. Допомагам Сак'я-пандіті з реформування уйгурського письма для перекладу буддійських сутр монгольською мовою.
1251 року після смерті Сак'я-пандіти залишився в Ланьчжоу і вивчив монгольську мову. Це також було пов'язано з тим, що сини Годан-хана продовжували підтримувати школу Сак'я, тоді як великий каган Мунке був на боці Дрікунґ Каґ'ю, що набула тепер впливу в Тибеті.
У 1253 році сюди прибуло посольство від Хубілая до Сак'я-пандіти з запрошенням до Ханбалику. Оскільки той був мертвий, то до двору Хубілая рушив Пагба-лама. Тут у 1258 році став гуру (наставником) Хубілая, якого навернув до буддизму. Його вплив ще більше зріс після перемоги в диспітуз даосами у 1258 році. Тепер Пагба-лама оголошувався головним з релігійних питань, а тибетський буддизм отримав перевагу над чань-буддизмом. 1259 році підтримав Хубілая у боротьбі за владу з Ариг-бугою, оголосивши його переродженням Манджушри (бодхісатви мудрості).

### Правитель Тибету
1260 року Хубілай оголосив Пагба-ламу гоші («наставником держави»), отримавши у володіння області Уй, Цанг, Амдо і Кам. Разом з тим було скасовано систему уділів Чингізідів в Тибеті, запроваджену у 1251 році. При цьому відношення Пекіна до Тибету відрізнялося від прямого підпорядкування, оскільки Пагба-лама мав титул гуші. Дансу — центральний монастир Сак'я — перетворився в столицю Тибету.
Пагба-лама отримав завдання створити нову систему писемності для уніфікації письма в імперії. Той на основі тибетського шрифту у 1268 році створив так зване монгольське квадратне письмо. За це Пагба-лама отримав титул да-бао-ван («князь великого дорогоцінного закону»). 1269 року квадратне письмо було оголошено офіційним письмом імперії замість китайських ієрогліфів і уйгурського письма.
Водночас 1264 року після утворення Хубілаєм Цзуньчжіюань (Бюро у справах буддистів), очільником якого став Пагба-ламав, той перше за тривалий час рушив до Тибету, щоб переконати світських ідуховних правителів прийняти нову систему управління. Разом з тим Кам і Амдо було виведено зйого підпорядкування, оскільки там часто виникали заворушення.
У 1267 році спалахнуло повстання прихильників Дрікунґ Каґ'ю, яке підтримав чагатайський хан Дува. Його було придушено у 1268 році за допомогою юаньських військ, відправлених Хубілаєм. За цим до 1269 року було проведено перепис населення в Тибеті (відбувся поділ всіх податкових людей на лха-де і мі-де — данників буддійських монастирів і тибетських феодалів) і створено ланцюг з 27 уртонних (ямських) станцій між областю Сак'я і Ханбаликом.
1270 року отримав титул імперського наставника (діші) з яшмавою печаткою, посаду очільника буддизму імперії та право призначати місцевих намісників (темніків), а його накази в Тибеті дорівнювалися імператорським. Для управління Пагба-лама призначив дпон-ченів, що перебували безпосередньо в монастирі Сак'я, яким підпорядковувалися дпон-чени кожного з «чолка» (регіонів). Перед тими відповідали 13 трипонів (темників).
Невдовзі перебрався до Сінкуні (сучасне Ганьсу). 1271 року з оголошенням династії Юань надав Хубілаю титули Чакравартіна і Дхармараджі (володаря віри). Натомість Пагба-лама отримав 1 тис. лян срібка і 59 рулонів шовку. 1274 року передав посаду діші своєму зведеному братові Рінчен Г'ялцену, післячого повернувся до Тибету. 1276 року прибув до монастиря Сак'я. 1277 року склилав великі збори буддистськіх шкіл, дебуло закріплено перевагу Сак'я.
Помер у палаці Лхакханґ у Сак'ї 1280 року. Деякий час підозрювали, що його було отруєно колишнім дпон-ченом Кюнга Санпо. Головою Сак'ї став небіж померлого Дхармапала Раксіта.